# 薄莖真蘚
薄莖真蘚（学名：Bryum leptocaulon）为真蘚科真蘚屬下的一个种。

## 扩展阅读
- 維基物種上的相關：薄莖真蘚